# Acido auricolico
L'acido auricolico è un acido grasso lineare composto da 20 atomi di carbonio, con 2 doppi legami in posizione 11=12 e 17=18 e un ossidrile -OH in posizione 14.
La sua notazione delta: 14-OH-20:2Δ11c,17c
con formula di struttura: 
```
CH
3
-CH
2
-CH=CH-(CH
2
)
2
-CH-CH
2
-CH=CH-(CH
2
)
9
-COOH.
                     |
                     OH
```

Il suo nome IUPAC è acido (11Z,17Z) 14-idrossicosa-11,17-dienoico.
Fu isolato per la prima volta nel 1937 dai ricercatori Kleiman, Spencer, Earle, Nieschlag, Barclay nell'olio dei semi di Lesquerella auriculata, da cui ha preso il nome comune. Nell'olio di lesquerella auricolata e lesquerella densiflora la concentrazione di acido auricolico è compresa tra il 30% ed il 40%  del totale degli acidi grassi. Si trova assieme all'acido lesquerolico, R-14-OH-20:1Δ11c anche nell'olio di semi della Lesquerella fendleri(≈3%) e di alcune specie Physaria della famiglia Brassicaceae.
L'alta concentrazione di acidi grassi idrossilati comporta la possibilità di formare gliceridi atipici, come trigliceridi che contengono più di 3 gruppi acilici.